# Individualisme méthodologique
Pour les articles homonymes, voir Individualisme.
 (septembre 2020).
L'individualisme méthodologique est un paradigme des sciences sociales, selon lequel les phénomènes collectifs peuvent (et doivent) être décrits et expliqués à partir des propriétés et des actions des individus et de leurs interactions mutuelles (approche ascendante). Cette approche s'oppose au holisme, selon lequel les propriétés des individus se comprennent en faisant appel aux propriétés de l'ensemble auquel ils appartiennent (approche descendante).
Donc, l'individualisme méthodologique ne doit pas être confondu avec l'individualisme en tant que conception morale et politique : il ne comporte aucune hypothèse ou prescription concernant les motivations ou les actions des individus. Il se contente d'affirmer que les individus sont les seuls organes moteurs des entités collectives, et qu'on peut toujours reconstruire une propriété collective à partir de propriétés individuelles.

## Définition
L'individualisme méthodologique repose sur l'idée, conforme à la tradition nominaliste, que les ensembles sociaux sont des métaphores qui n'existent que dans l'esprit humain et n'ont pas d'autre substance que celle des individus qui les composent. Leur prêter certains attributs des individus (des motivations, une volonté, une possibilité d'action autonome) est donc un abus de langage.
Au sens large, on peut caractériser l'individualisme méthodologique par trois postulats :
1. Seuls les individus ont des buts et des intérêts (principe de Popper-Agassi) ;
2. Le système social, et ses changements, résultent de l'action des individus ;
3. Tous les phénomènes socio-économiques peuvent s’expliquer, en dernière analyse, dans les termes de théories qui ne se réfèrent qu’aux individus, à leurs dispositions, croyances, ressources et relations.

La troisième proposition est celle qui caractérise l'individualisme méthodologique au sens strict, puisque les deux premières sont d'ordre ontologique.
Le terme a été créé par Joseph Schumpeter en 1908 afin de distinguer l'individualisme politique et l'individualisme méthodologique. Il a été repris et illustré par les économistes Mises et Hayek, notamment, de même que par l’épistémologue Karl Popper. C'est Max Weber qui l'introduit dans le domaine des sciences sociales. En France, il est porté notamment par le sociologue Raymond Boudon.
En tant que simple règle de méthode, l'individualisme méthodologique laisse un grand choix d'hypothèses quant aux individus, il n'impose aucun modèle pour leur comportement ni aucune forme particulière de représentation. Par exemple, les économistes de l'école néoclassique réduisent l'individu au modèle d'un agent économique qui maximise une fonction d'utilité lors des échanges (ce qui permet une formalisation mathématique) : c'est une forme d'individualisme méthodologique, mais différente de celle employée par des sociologues qui analysent un phénomène social en termes d'agrégations de comportements individuels dictés par des motivations plus complexes que la simple maximisation d'un gain financier. Dans les deux cas, les phénomènes sociaux ne résultent pas de déterminismes extérieurs mais sont des résultats, éventuellement imprévus, de l’agrégation d’actions individuelles.
Une approche originale est celle de Ludwig von Mises, qui ne fait intervenir dans le raisonnement que les caractéristiques formelles de l'action humaine, indépendamment des motivations et des circonstances de chaque action particulière.

## Économie
L'individualisme méthodologique se retrouve mis en œuvre dans un grand nombre de théories en sciences sociales. En économie, il est ainsi l'une des bases de la théorie néoclassique ainsi que de l'École autrichienne d’économie. Toutefois, sa nature diffère dans ces deux théories. L'école autrichienne adhère en effet à l'individualisme méthodologique dans sa définition la plus large, tandis que la théorie néoclassique n'applique réellement que les propositions 2. et 3. De plus, la théorie néoclassique combine cet individualisme méthodologique avec une forme particulière de rationalité parfaite et maximisatrice qui permet un raisonnement en termes d'agent représentatif : tous les individus sont supposés se comporter suivant un même principe universel qui est celui de la maximisation de la fonction d'utilité (pour le consommateur) ou de profit (pour l'entreprise) sous contrainte budgétaire. L'individualisme néoclassique utilise donc une représentation particulière de l'individu : l'homo œconomicus. Cette théorie a aussi inspiré (avec d'autres) la nouvelle gestion publique.

### Altération par lathéorie des jeux
L'introduction de la théorie des jeux dans l'analyse économique et la naissance de la nouvelle microéconomie sont venues légèrement bouleverser la situation : conformément aux principes de la théorie des jeux, le raisonnement en termes d'individualisme méthodologique est conservé, mais il est dorénavant conféré aux individus une rationalité stratégique qui implique que chaque individu se comporte en fonction des actions entreprises par les autres individus. L'utilisation plus récente de la théorie des jeux évolutionnaires vient encore affaiblir la rationalité des individus tout en conservant l'individualisme méthodologique : les agents sont supposés être « myopes » et disposer uniquement d'une rationalité adaptative.

## Sociologie
L'individualisme méthodologique a également une certaine importance en sociologie, et plus particulièrement en sociologie compréhensive. Il oppose d'une part les théoriciens qui ne veulent pas faire l'économie des intentions, des objectifs et des actions des individus dans leur explication des faits et des processus sociaux, à ceux qui pensent que cette dimension n'est pas incontournable dans la recherche sociologique.
L'individualisme méthodologique dans lequel s'inscrit l'école boudonnienne explique les faits et les processus sociaux comme l'addition de conduites et de représentations individuelles en interaction : l'individu est « l'atome logique de l'analyse » car il constitue l'élément premier de tout phénomène social. Comprendre le social, c'est, dans cette perspective, analyser les rationalités des individus, puis saisir leurs « effets de composition », c'est-à-dire la façon dont l'ensemble des actions individuelles s'agrègent pour créer un phénomène social. Boudon a mis ainsi en évidence ce qu'il nomme des « effets pervers », c'est-à-dire des « phénomènes de composition » où l'addition d'actions individuelles rationnelles produit des effets inattendus et contraires aux intentions de chacun. Ainsi, les paniques boursières constituent un exemple typique de tels effets pervers. Quand un grand nombre d'individus, par crainte d'une baisse des cours, vendent leurs actifs, ils provoquent ce qu'ils craignaient : une chute du prix des actions. L'école boudonnienne a élargi son analyse, en la concentrant non plus seulement sur la maximisation des utilités, mais en prenant en compte les croyances dans l'action individuelle, développant le concept de rationalité cognitive. L'individualisme méthodologique donne de meilleurs outils pour penser le changement ; le holisme quant à lui, fournit de meilleurs outils pour expliquer l'inertie sociale, par exemple la persistance de la surreprésentation de l'échec scolaire dans les classes populaires[réf. souhaitée].
L'individualisme méthodologique est notamment au centre de l'analyse stratégique en sociologie des organisations, approche développée notamment par Michel Crozier et qui vise à comprendre les stratégies réelles mises en place par les acteurs au sein des organisations, au travers notamment de la formation de relations et de jeux de pouvoirs. Outre Boudon et Crozier, Max Weber et James Coleman ont également développé une théorie sociologique sur la base de l'individualisme méthodologique (quoique sous une forme particulière chez Weber).

## De l'individualisme méthodologique à l'individualisme complexe
Sans pour autant aborder les objections traditionnellement émises à l'encontre de l'individualisme méthodologique par les tenants de la démarche holiste, il est possible de repérer certaines difficultés posées par l'individualisme méthodologique. Si l'on reprend la définition donnée plus haut, il est possible d'affirmer que les propositions (ontologiques) 1. et 2. ne posent guère de difficultés, sauf à vouloir entreprendre des considérations métaphysiques qui n'ont que peu d'intérêt ici. Cela est d'autant plus vrai que l'individualisme « ontologique » n'est pas forcément incompatible avec des propositions relevant du holisme sur le plan ontologique (notamment que le tout social serait supérieur à la somme des parties et que le tout social influencerait le comportement des parties à ce tout). En revanche, la proposition 3. n'est pas sans poser un problème logique.
Dans la mesure où les actions des agents sont fonction de leurs croyances, dispositions et ressources, cela indique, dans une optique compréhensive (c’est-à-dire consistant à retranscrire la logique qui guide les actions individuelles), qu'il est nécessaire de s'interroger sur les origines de ces croyances, dispositions et ressources qui sont extérieures à l'individu puisqu'elles résultent du système social. Or, conformément à la proposition 2., cela implique de les expliquer par les actions des individus, c’est-à-dire par leurs croyances, dispositions et ressources, etc. On semble donc être en présence d'une régression qui n'a logiquement pas de fin.
Ce problème est plus apparent que réel. En effet, il est clair que chaque individu naît et vit au sein de structures sociales existantes qui influencent son comportement, mais ces structures résultent des actions des individus qui l'ont précédé et coexistent avec lui, et ses propres actions contribuent à façonner les structures au sein desquelles vivent ses contemporains et vivront ses successeurs. La difficulté ci-dessus n'apparaît que si on décide à la fois d'ignorer la dimension temporelle et de parler de "l'individu" comme d'une essence abstraite au lieu de parler d'une multitude d'individus qui interagissent les uns avec les autres, ce qui constitue une double erreur de raisonnement.
Pour dépasser ce problème, on parle de plus en plus d'« individualisme méthodologique complexe » (IMC, expression due notamment à Jean-Pierre Dupuy) même si d'autres appellations sont également utilisées (Agassi parle par exemple d'individualisme institutionnel). L'idée de cette posture est de considérer que le monde social (par opposition au monde naturel) est dual car partagé entre l'action (de l'anglais « agency ») et les structures sociales. L'IMC postule que chacune de ses parties est une propriété émergente de l'autre : les actions individuelles, guidées par les structures sociales, s'agrègent et produisent des résultats non attendus qui modifient les structures sociales ; en retour les structures sociales produisent des effets cognitifs sur les individus et déterminent en partie leurs actions etc. L'évolution sociale est donc le résultat de cette dialectique entre action et structure, l'idée étant qu'il est impossible de réduire l'un à l'autre, même si elles sont fortement interdépendantes.
L'émergence de ce nouveau « paradigme » n'est pas indépendante des progrès des sciences cognitives et notamment des travaux précurseurs de Herbert Simon, de la cybernétique et de la théorie des systèmes. En économie, le courant français de l'économie des conventions, au travers notamment de la grille de lecture des économies de la grandeur emprunte cette nouvelle voie dont on peut considérer qu'elle a été ouverte par Ludwig von Mises et Friedrich Hayek. Les travaux de Douglass North sont également de la même veine.

## Citations
- « L'individualisme méthodologique est la doctrine tout à fait inattaquable selon laquelle nous devons réduire tous les phénomènes collectifs aux actions, interactions, buts, espoirs et pensées des individus et aux traditions créées et préservées par les individus. » (Karl Popper, Misère de l'historicisme).
- « Les Hommes ne se changent pas, quand ils sont rassemblés, en une autre espèce de substance dotée de propriétés différentes (...) Les êtres humains en société n'ont d'autres propriétés que celles qui dérivent de la nature de l'Homme individuel et peuvent s'y résoudre. » (John Stuart Mill, Système de logique).
- « Personne ne conteste que, dans la sphère de l'action humaine, les entités sociales ont une existence réelle. Personne ne s'aventure à nier que les nations, les États, les municipalités, les partis, les communautés religieuses, sont des facteurs réels qui déterminent le cours des événements humains. L'individualisme méthodologique, loin de contester la signification de tels collectifs, considère comme une de ses tâches principales de décrire et d'analyser leur devenir et leur disparition, leurs structures changeantes et leur fonctionnement. Et il choisit la seule méthode qui permet de résoudre ce problème de façon acceptable. » (Ludwig von Mises, L'Action humaine).